# 트리톤 (신화)

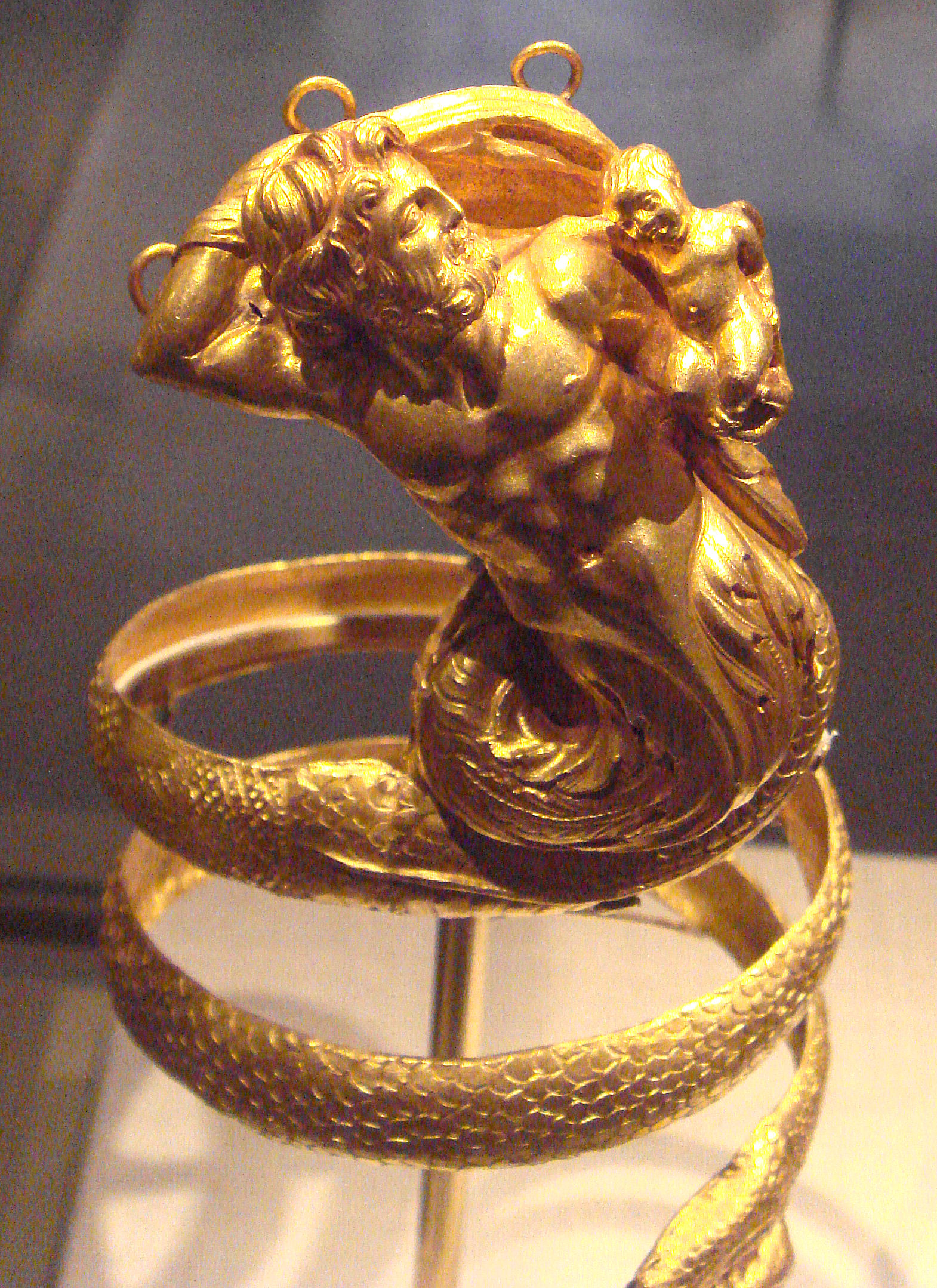
트리톤이 푸토를 안고 있는 팔찌

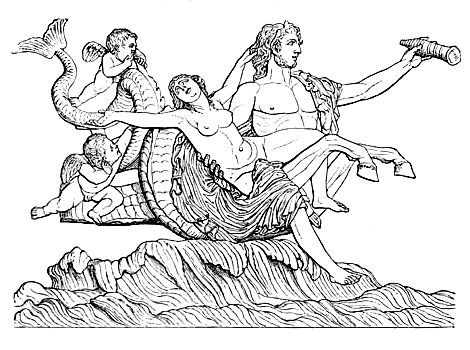
트리톤과 네레이스.

트리톤(그리스어: Τρίτων, 영어: Triton)은 그리스 신화에 등장하는 바다의 신 중 하나로 ‘바다의 신’ 포세이돈과 그의 아내 암피트리테 사이에서 태어난 아들이다. 포세이돈의 전령으로 상반신은 인간의 모습이며 하반신은 물고기의 모습을 한 전형적인 인어의 모습으로 묘사된다. 디즈니 "인어공주" 에서는 주인공 에리얼의 아버지로도 표현된 바 있다.

## 해신
트리톤은 깊은 바다의 지배자(소유자)였다. 지칭할 때 "무서운" 혹은 "강한"이라는 수식어가 사용되었다. 헤시오도스의 신통기에 따르면 트리톤은 아버지와 함께 바다 깊은 곳의 황금 용궁에 살았다고 하며 아르고 원정대 전설에서 그 왕궁은 리비아 해안에 있었다고 한다. 호메로스의 서사시 일리아드 12.21에 보면 황금 궁전은 에게해에 있다고 전해진다. 트리톤은 그의 아버지 포세이돈과 다르게 고대 미술에서 거의 완전히 사람의 형상으로 묘사되는데(현대 미술에서는 변형되었다.), 트리톤의 하반신은 물고기였고, 상반신은 사람이었다.
트리톤은 고동 나팔을 소유하고 있었는데, 파도를 일으키거나 재우는데 사용하였다. 그는 오케아노스와 포세이돈의 나팔수였다. 그의 나팔 소리는 크게 불리면 귀에 거슬리는 검은 야생 짐승 같은 소리가 되었는데, 거인들을 싸우게 만드는데 사용된다고 한다.
1. ↑  Hesiod (2006). 《Hesiod: Testimonia》 (영어). Harvard University Press. ISBN 978-0-674-99622-9.